# Gruppo CJ
Il Gruppo CJ (씨제이그룹?, SsijeigeulubLR' è un acronimo di Cheil Jedang Group, in inglese CJ Group) è una holding conglomerata sudcoreana con sede a Seoul. Comprende numerose aziende in vari settori dell'industria alimentare, farmaceutica e biotecnologica, dell'intrattenimento e dei media, dell' e-commerce e della logistica. Il gruppo era originariamente una filiale del gruppo Samsung fino alla sua separazione negli anni '90.
CJ proviene da Cheil Jedang (제일 제당?), che può  significare letteralmente "prima produzione di zucchero", il settore in cui è stato originariamente avviato.
Importanti filiali della società, tra cui CJ CheilJedang (alimenti e bevande), CJ Logistics (logistica), CJ Olive Networks (negozi di bellezza e salute), CJ ENM (intrattenimento e vendita al dettaglio) e CJ CGV (catena cinematografica).

## Storia

### Dal 1955 al 1970
CJ è stata fondata col nome di "Cheil Jedang" nell'agosto 1955 come produttore di zucchero e farina. Originariamente faceva parte del 
Gruppo Samsung, come prima attività di produzione. Nel 1955 aprì il primo mulino in Corea del Sud e nel 1962 iniziò a esportare zucchero a Okinawa, in Giappone. Nel 1965, l'attività di zucchero di Cheil Jedang fu marchiata come "Beksul". L'azienda entrò nel mercato dei condimenti artificiali nel 1963 con Mipoong, in competizione con Miwon, l'allora numero 1 di Daesang.

### Dal 1971 al 1990
Negli anni '70, CJ ha continuato la sua crescita come azienda alimentare composita.  Nel 1973 CJ entrò nel settore dei mangimi, lanciando "Pungnyeon Feed". Nel 1975, CJ ha sviluppato per la prima volta in Corea del Sud le tecniche di produzione di massa per il "Dashida", un prodotto di stagionatura, nonché la tecnologia per la produzione di massa di acidi nucleici nel 1977, lanciando per la prima volta sul mercato il suo primo condimento per acidi nucleici, "Imi". Nel 1979, l'azienda è stata rinominata "Cheil Jedang Corp." e ha iniziato a produrre olio da cucina sotto Beksul.
Negli anni '80, CJ si è espansa ai prodotti alimentari trasformati come bevande e cibi surgelati ed è entrata nel settore farmaceutico sulla base di nuove tecnologie avanzate.  Nel 1984, CJ fondò ETI, una filiale locale, nel New Jersey, negli Stati Uniti, come progetto di joint venture. Nel 1986 la divisione Biotechnology & Pharmaceutics di CJ riuscì a diventare la terza al mondo a sviluppare l'Alfa-interferone, un farmaco antitumorale, oltre a lanciare l'Hepaccine-B, un vaccino contro l'epatite. Ha fondato Cheil Frozen Food e ha lanciato la sua attività di bevande nel 1987. Un anno più tardi, nel 1988, ha fondato Cheil Jedang Indonesia e ha costruito nel 1990 un impianto di stagionatura di lisina e sintetici in Indonesia.

### Dal 1991 al 2001
Negli anni '90, CJ ha attraversato periodi di conversione e crescita mentre passava nell'area della vita e della cultura concentrandosi sull'industria alimentare e farmaceutica. Ha continuato a sviluppare nel 1992 nuovi prodotti alimentari come il "Condition", una bevanda supplementare che allevia i sintomi della sbornia, e l'"Hetbahn" nel 1996, un riso confezionato asettico. Nel luglio 1993, Cheil Jedang si è staccata da Samsung e ha acquisito una gestione indipendente, entrando nel settore della ristorazione e dell'intrattenimento. Nel 1996 è diventato "Cheil Jedang Group" e ha completato la sua separazione ufficiale dal gruppo Samsung nel febbraio 1997. 
Da allora, CJ è entrato nei settori  della finanza, dell'informazione e della comunicazione, principalmente attraverso fusioni e acquisizioni di società come m.net, un canale musicale via cavo, e Cheil Investment & Securities nel 1997; ma attraverso anche la creazione di nuove filiali come Cheil Golden Village (attualmente CGV) nel 1996, Dreamline (venduta nel 2000). Congiuntamente con Korea Expressway nel 1997, [CJ GLS] nel 1998, CJ O Shopping, CJ Europe e CJ FD (acronimo di Food Distribution) nel 1999. Inoltre, CJ ha aperto VIPS, una catena di ristoranti a conduzione familiare, nel 1997, e ha lanciato il primo cinema multisala della Corea del Sud, CGV, nel 1998. 

### Dal 2003 ad oggi
Nell'ottobre 2002 è stato lanciato CJ Group e il nome ufficiale della società è stato cambiato in "CJ Co., Ltd". Nel settembre 2007, CJ Co., Ltd è stata nuovamente scorporata come holding aziendale con il nome di "CJ CheilJedang Co., Ltd" e CJ Group è diventata una holding per una serie di filiali legate al cibo e all'intrattenimento con sede in Corea del Sud. Il gruppo si compone di quattro core business principali: Food & Food Service, Bio Pharmaceutics, Entertainment Media e Home Shopping & Logistics.
Il miliardario coreano Lee Jay-hyun è presidente di CJ Group dal marzo 2002. Sua sorella maggiore, Lee Mi-kyoung, è vicepresidente della società.
A partire da maggio 2007, CJ Group ha annunciato che assumerà più donne in azienda. Ha anche annunciato che raddoppierà il tempo di indennità per le donne che devono andare in congedo a causa della gravidanza. La legge coreana richiede che alle donne siano concessi fino a 90 giorni di congedo di maternità. Tuttavia, CJ ha esteso questo periodo a un anno.
Nel 2010, CJ Media, CJ Entertainment, Mnet Media, On-Media e CJ Internet si sono fuse per formare O Media Holdings, che è diventata CJ E&M nel marzo 2011. Da allora, CJ E&M è stata molto influente nel suo contributo alla cultura pop coreana e alla "Korean Wave" (coreano: Hallyu), un fenomeno di diffusione della cultura coreana, attraverso la creazione di programmi televisivi di successo come "Superstar K", "Respond 1997" e film come "Masquerade".
Da quando ha introdotto i primi cinema multisala, CGV, nel 1998 in Corea del Sud, l'azienda ha sviluppato quello che chiama "cultureplex", uno spazio in cui ristoranti, sale per spettacoli, negozi e teatri multisala si uniscono per fornire un'esperienza culturale più ricca ai consumatori, come ad esempio CGV Cheongdam Cine City, inaugurato nel 2011.
Nel luglio 2018, CJ E&M e CJ O Shopping si sono fuse nella nuova società CJ ENM (CJ Entertainment and Merchandising). Nell'agosto 2018, CJ CheilJedang ha acquisito Kahiki Foods, un'azienda americana di produzione alimentare con sede a Columbus, Ohio.